# Institute FC
Institute FC is een Noord-Ierse voetbalclub uit Drumahoe, nabij Derry.
De club werd in 1905 opgericht. Van 2003 tot 2006 speelde de club in de hoogste klasse en opnieuw van 2007 tot 2010.
Hun eigenlijke stadion is het Riverside Stadium in Drumahoe, maar dat is door meerdere overstromingen onbespeelbaar geworden. De club komt tijdelijk uit in het Ryan McBride Brandywell Stadium van Derry City FC.

## Eindklasseringen
| 6 |

| 6 |

| 5 |

| 2 |

| 6 |

| 11 |

| 9 |

| 15 |

| 1 |

| 14 |

| 7 |

| 12 |

| 8 |

| 3 |

| 3 |

| 1 |

| 12 |

| 5 |

| 2 |

| 1 |

| 8 |

| 12 |

| - |

| 9 |

| 11 |

| 2 |

| 7 |

| NIFL Premiership | NIFL Championship | NIFL Premier Intermediate League |

De drie NIFL-divisies hebben in de loop der jaren diverse namen gekend, zie Northern Ireland football league system

## Seizoensresultaten vanaf 1999
| Seizoen | Competitie                  | Niveau | Eindstand | Irisch Cup | League Cup | Opmerking |
| ------- | --------------------------- | ------ | --------- | ---------- | ---------- | --- |
| 1998/99 | Second Division             | III    | 6         | R5         | --         | |
| 1999/00 | Irish League First Division | II     | 6         | R5         | Vr         | |
| 2000/01 | Irish League First Division | II     | 5         | 1/4F       | R1         | |
| 2001/02 | Irish League First Division | II     | 2         | R6         | 1/4F       | |
| 2002/03 | Premier Division            | I      | 6         | R5         | Groep      | Winnaar North West Senior Cup                                                                                                 |
| 2003/04 | Irish Premier League        | I      | 11        | R5         | 1/4F       | |
| 2004/05 | Irish Premier League        | I      | 9         | R6         | Groep      | |
| 2005/06 | Irish Premier League        | I      | 15        | R5         | Groep      | P/D-wedstrijden > Donegal Celtic: 1-3 (U)/0-0 (T)                                                                             |
| 2006/07 | Irish First Division        | II     | 1         | R5         | --         | |
| 2007/08 | Irish Premier League        | I      | 14        | 1/4F       | Groep      | |
| 2008/09 | NIFL Premiership            | I      | 7         | 1/2F       | R3         | Winnaar North West Senior Cup                                                                                                 |
| 2009/10 | NIFL Premiership            | I      | 12        | R6         | 1/4F       | P/D-wedstrijden > Donegal Celtic: 0-0 (U)/0-1 (T)                                                                             |
| 2010/11 | IFA Championship            | II     | 8         | R5         | R3         | Winnaar North West Senior Cup                                                                                                 |
| 2011/12 | IFA Championship            | II     | 3         | R5         | R1         | Winnaar North West Senior Cup                                                                                                 |
| 2012/13 | IFA Championship            | II     | 3         | R6         | R3         | Winnaar Irish Intermediate Cup                                                                                                |
| 2013/14 | NIFL Championship           | II     | 1         | R4         | R3         | |
| 2014/15 | NIFL Premiership            | I      | 12        | R6         | R3         | Winnaar North West Senior Cup                                                                                                 |
| 2015/16 | NIFL Championship           | II     | 5         | R5         | 1/4F       | P/D-wedstrijden > Ballinamallard United FC: 1-2 (T)/3-3 (U) (Nummers 2,3 en 4 wilden niet); Winnaar Irish Intermediate Cup    |
| 2016/17 | NIFL Championship           | II     | 2         | R6         | R2         | P/D-wedstrijden > Ballyclare Comrades FC: 0-1 (U)/3-1 (T); Carrick Rangers FC: 1-1 (T0/1-4 (U); Winnaar North West Senior Cup |
| 2017/18 | NIFL Championship           | II     | 1         | R6         | R3         | Winnaar North West Senior Cup                                                                                                 |
| 2018/19 | NIFL Premiership            | I      | 8         | R5         | R3         | |
| 2019/20 | NIFL Premiership            | I      | 12        | R5         | 1/2F       | Seizoen na 31 wedstrijden afgebroken vanwege Coronapandemie                                                                   |
| 2020/21 | NIFL Championship           | II     | --        | R1         | --         | Seizoen afgelast vanwege Coronapandemie                                                                                       |
| 2021/22 | NIFL Championship           | II     | 9         | R1         | R2         | |
| 2022/23 | NIFL Championship           | II     | 11        | R6         | R1         | |
| 2023/24 | NIFL Championship           | II     | 2         | 1/4F       | R1         | P/D-wedstrijden > Ballymena United FC: 1-0 (U)/0-2 (T)                                                                        |
| 2024/25 | NIFL Championship           | II     | 7         | R5         | R2         | |